# Dores do Turvo
Dores do Turvo là một đô thị thuộc bang Minas Gerais, Brasil. Đô thị này có diện tích 231,285 km², dân số năm 2007 là 4572 người, mật độ 20 người/km².